# Consonne laminale
En phonétique articulatoire, une consonne laminale ou pré-dorsale est une consonne qui a la lame de la langue comme articulateur, à savoir la partie antérieure de la face supérieure de la langue.

## Comparaison avec l'apical
Bien que la plupart des langues n'opposent pas les sons laminaux et apicaux, la distinction se retrouve dans un certain nombre de langues:
- Le contraste est très courant dans les langues aborigènes d'Australie, qui n'ont généralement pas de fricatives.
- Certaines langues d'Asie du Sud contrastent avec les butées apicales et laminales. Dans l'Hindustani par exemple, les butées apicales sont normalement appelées "rétroflexes" mais sont en réalité alvéolaires ou postvéolaires.
- Le basque différencie les sifflantes laminales et apicales dans la région alvéolaire; Le mandarin[1], le serbo-croate et le polonais font une telle distinction avec les consonnes post-alvéolaires.
- Certaines langues natives de Californie ont la distinction à la fois dans les arrêts et les fricatives.
- Le Dahalo ne fait la distinction que dans ses arrêts.

Parce que les consonnes laminales utilisent le plat de la langue, elles couvrent une zone de contact plus large que les consonnes apicales. Les consonnes laminales dans certaines langues ont été enregistrées avec une large occlusion (fermeture) qui couvre tout le devant de la bouche du palais dur aux dents, ce qui rend difficile la comparaison des deux. Les laminaires alvéolaires et apicaux sont deux articulations différentes.
Une articulation laminale très courante est parfois appelée denti-alvéolaire. Il s'étend de la crête alvéolaire aux dents mais est un peu plus en avant que les autres consonnes laminales alvéolaires, qui couvrent plus de la crête alvéolaire et pourraient être considérées comme post-alvéolaires. C'est le cas notamment en français.

## Comparaison avec l'alvéolaire
Une partie de la confusion dans la dénomination des consonnes laminales est littéralement une question de point de vue. Quand on regarde une personne prononçant un laminal alvéolaire ou denti-alvéolaire, on peut voir le bout de la langue toucher l'arrière des dents ou même faire saillie entre les dents, ce qui leur donne le nom commun de dentaire.
Acoustiquement, cependant, l'élément important est le lieu de l'occlusion la plus en arrière, qui est le point où la chambre résonnante dans la bouche se termine. Cela détermine la taille, la forme et l'acoustique de la cavité buccale, qui produit les harmoniques des voyelles. Ainsi, les coronaux français sont alvéolaires et diffèrent des alvéolaires anglais principalement par leur caractère laminal plutôt qu'apical (en français, la langue est plus plate).
Il existe de véritables dentales laminales dans certaines langues sans contact alvéolaire, comme l'hindoustani, qui sont différentes des consonnes françaises. Néanmoins, l'étendue du contact a une certaine importance; il influence la forme de la langue plus en arrière et donc la forme de la cavité résonnante. De plus, si la libération d'une consonne denti-alvéolaire n'est pas brusque, la langue peut se décoller du toit de la bouche de l'arrière vers l'avant et ainsi passer d'une prononciation alvéolaire à une prononciation dentaire.
Dans l'alphabet phonétique international, le diacritique des consonnes laminales est U+033B ◌̻  DIACRITIQUE CARRÉ SOUSCRIT (HTML ̻).